# Sint-Odulfuskerk (Borgloon)
De Sint-Odulfuskerk in Borgloon is een kruisbasiliek met vijf beuken, toegewijd aan Sint-Odulfus. Ze staat in het centrum van de stad (Speelhof, ook wel Vrijthof genoemd), vlak bij de plek waar vroeger de burcht van Loon stond.

## Geschiedenis
De kerk is vermoedelijk aan het eind van de tiende eeuw gesticht. Reeds in 1027 was een kapittel van kanunniken aan de kerk verbonden. Hun hoofdtaak was het diverse malen per dag bidden en zingen van de getijdengebeden. Daarnaast beheerden ze de pacht (tienden) van de parochie en verzorgden het onderwijs en de zielenzorg in de gemeenschap.
In 1047 wijdde de Luikse aartsdiaken de kerk toe aan Sint-Petrus, -Paulus en -Odulfus en werd de kerk voor het eerst in de geschriften vermeld. In datzelfde jaar werden er bij de vijf reeds bestaande prebenden zeven toegevoegd door Herman, kanunnik van Luik, zijnde de broer van Emmo, graaf van Loon.
In 1130-1131 werd het gebedshuis vervangen door een romaanse kerk, waarbij silex, rolkeien en zandsteen als bouwmaterialen gebruikt werden.
Een gedeeltelijk bewaarde en gedateerde wijdingssteen waarop Christus, Petrus en Paulus voorgesteld zijn, getuigt van die periode. De steen bevond zich tot 1786 als latei boven het portaal, waarna hij verplaatst werd. Hij bevindt zich thans ingemetseld in een binnenmuur van het kloosterpand. Opmerkelijk is dat deze steen door J. de Borchgrave d'Altena en J.J.M. Timmers gedateerd wordt in de periode na 1180, vermits de kerk in 1180 door Luikse soldaten (onder bevel van prins-bisschop Rudolf van Zähringen) in brand werd gestoken. Zeer spoedig na deze vijandelijkheden werd het gebedshuis door de toenmalige Loonse graaf Gerard van Loon hersteld.
Een kluizenares genaamd Jutta verbleef in de 12de eeuw in een kluis die tegen het altaar aan was gebouwd. Zij wordt in de geschriften vermeld door de hagiograaf Thomas van Cantimpré. Gedurende enige tijd kreeg zij het gezelschap van Sint-Christina de Wonderbare en van Lutgardis van Tongeren.
In 1245 werden vijf co-kanunniken aangesteld. Volgens de kerkelijke regels resideerden de kanunniken gemeenschappelijk. Het kapittel droeg niet alleen de verantwoordelijkheid over de kerk van Borgloon, maar eveneens over de gebedshuizen van Middelheers, Broekom, Groot-Loon, Mechelen-Bovelingen en Berlingen. Daarenboven inde het de opbrengsten van zes cijnshoven.
Vanaf 1290 stond de kerk geboekt als zijnde in slechte staat. Zowat een eeuw later, in 1396, verdween de romaanse toren om plaats te maken voor de huidige gotische toren (gebouwd: 1406).
In de daaropvolgende eeuwen werd de kerk vaak geplunderd, te weten: in 1482, 1488, 1568 en 1654.
De Sint-Odulphuskerk te Borgloon was voor het graafschap Loon een historische plaats waar de graven van Loon ter gelegenheid van hun troonsbestijging hun eed aflegden. Dit gold vanaf 1366 tot 1581 eveneens voor de prins-bisschoppen van Luik in hun toenmalige wereldlijke functie van graaf van Loon.
In de loop van de 17de en de 18de eeuw werd het interieur verfraaid met meubilair in barokstijl. Het koorgestoelte dat door de Loonse schrijnwerker Ghisbrecht Hechtermans gebouwd werd, evenals de orgelkast, maken deel uit van dat meubilair.
Belangrijke uitbreidingen vonden plaats in de 18de eeuw: de zuidelijke arm van de kruisbeuk werd tot stand gebracht in 1773, de noordelijke in 1774 en in 1783 werd de grote sacristie gebouwd.
In 1785 en 1786 werd het interieur hersteld naar het ontwerp van de Luikse architect Barthélemy Digneffe; de uitvoering ervan berustte bij zijn tijdgenoot architect Duckers (Limbricht, Nederlands Limburg).
Wegens de wrijving van de Franse Revolutie ten overstaan van de katholieke kerk werd de Sint-Odulphuskerk van 1797 tot 1802 voor de eredienst gesloten. Niettemin kon belangrijk historisch meubilair voor verbeurdverklaring behoed worden.
Het actuele neoromaanse uitzicht van de kerk wordt in grote mate bepaald door de verbouwing ten jare 1903 en 1904 onder leiding van bouwmeester Hyacinthus Martens (Stevoort, 30 augustus 1847 - 18 februari 1919) en architect Vincent Lenertz (Echternach, 22 april 1864 - Leuven, 26 augustus 1914). Zij leidden de vergroting van het koor, verbreding van de zijbeuken, verwijdering van vroegere bakstenen toevoegingen en verbouwingen, vervanging door silex, en heropbouw in een benaderende oorspronkelijke vorm.
Sinds 1935 is de kerk, met uitzondering van de neoromaanse zijbeuken, een beschermd monument. In 2002 werd de bescherming tot de volledige kerk uitgebreid.
De kerk werd tussen 2014 en 2020 gerenoveerd en terug in haar volle glorie gebracht waarbij de aandacht ligt op de romaanse, gotische en neoromaanse elementen.

## Kunstschatten

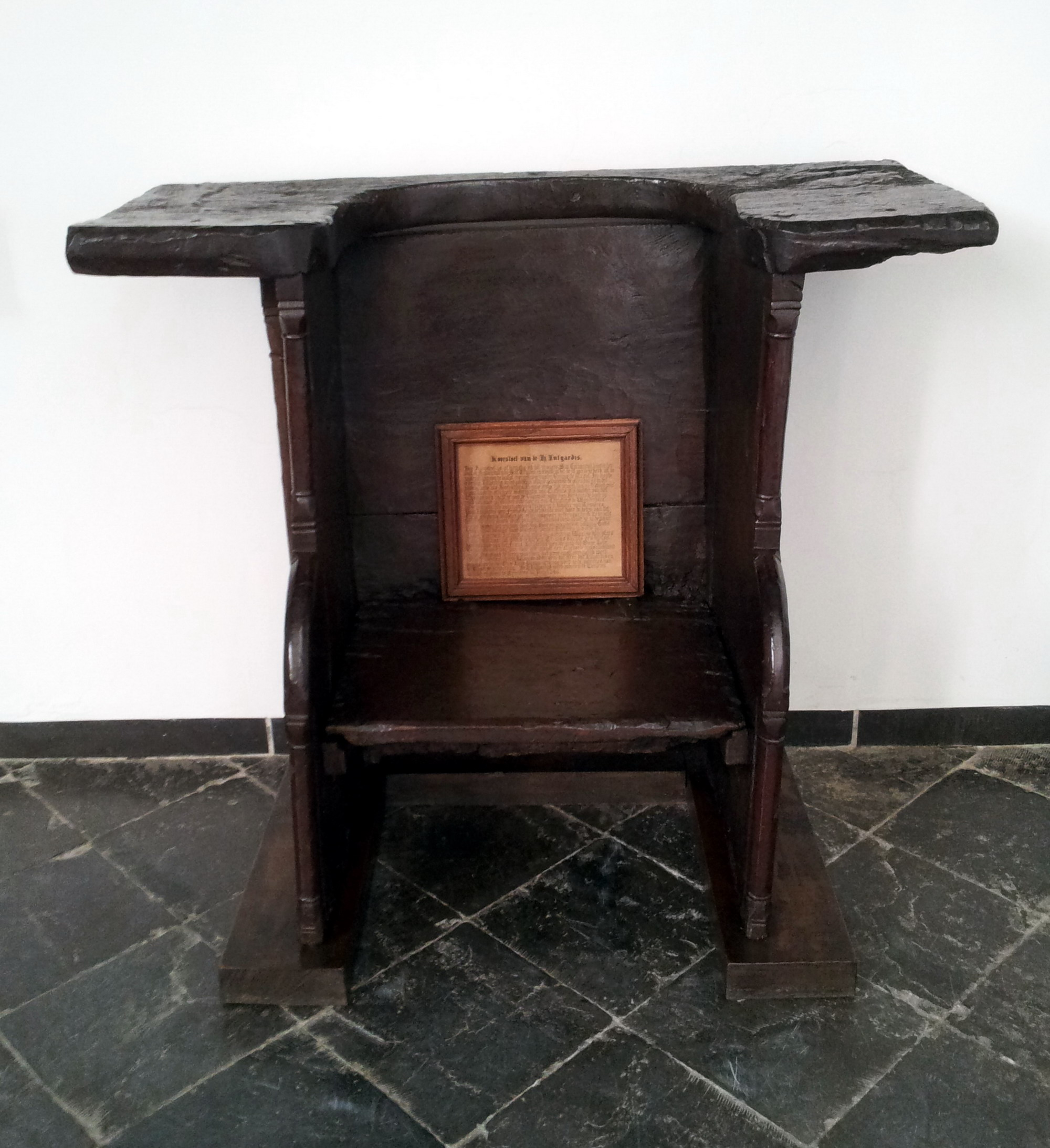
Bidstoel van de H. Lutgardis, in 2013 gefotografeerd in de kapel van Abdij Mariënlof

- sarcofaag (10e eeuw)
- timpaan, kapitelen en andere romaanse architectuurfragmenten, toegeschreven aan het Heimo-atelier, een Maaslands atelier van steenbeeldhouwers met Noord-Italiaanse wortels (12e eeuw)
- bidstoel van de heilige Lutgardis (12e-13e eeuw) - zie hieronder
- doopvont met romaans voetstuk (12e-13e eeuw) en een gotische kuip uit de 15e eeuw
- schrijn van de H. Odilia: reliekschrijn uit 1292 met beenderen en schedels van Ursula en andere heiligen[2]
- diverse grafstenen (14e-18e eeuw)
- gotisch triomfkruis uit de 14e eeuw
- laatgotische muurschildering van Petrus|Sint-Petrus (15e eeuw)
- laatmiddeleeuwse beelden van Madonna met Kind, Sint-Lambertus en Sint-Joris en de draak (15e-16e eeuw)
- schilderij Boodschap van de Aartsengel Gabriël aan Maria (navolger Dirk Bouts, 16e eeuw)
- 17e-eeuwse beelden van Madonna met Kind, Sint-Jozef met Kind, koning David en Sint-Cecilia
- barok koorgestoelte (Ghijsbrecht Hechtermans, ca. 1650) en herenbank (1725)
- diverse 17e- en 18e-eeuwse schilderijen
- zeven Bijbelse muurschilderingen in het koor (Godfried Guffens, 19e eeuw)
- drie glasramen met taferelen uit het leven van Sint-Odulfus
- glasraam en schilderij van de plaatselijke kluizenares en mystica Jutta

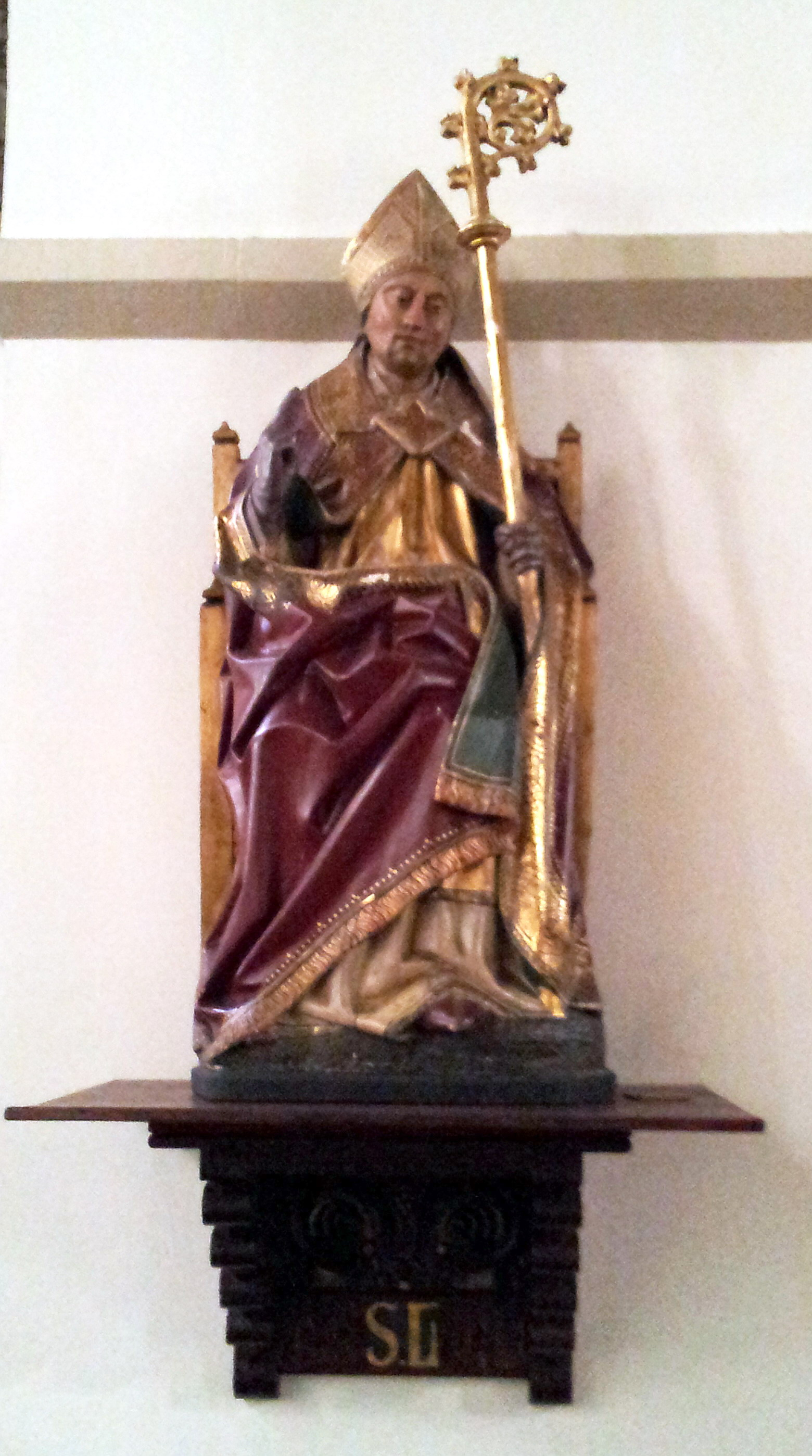
Beeld van Sint-Lambertus
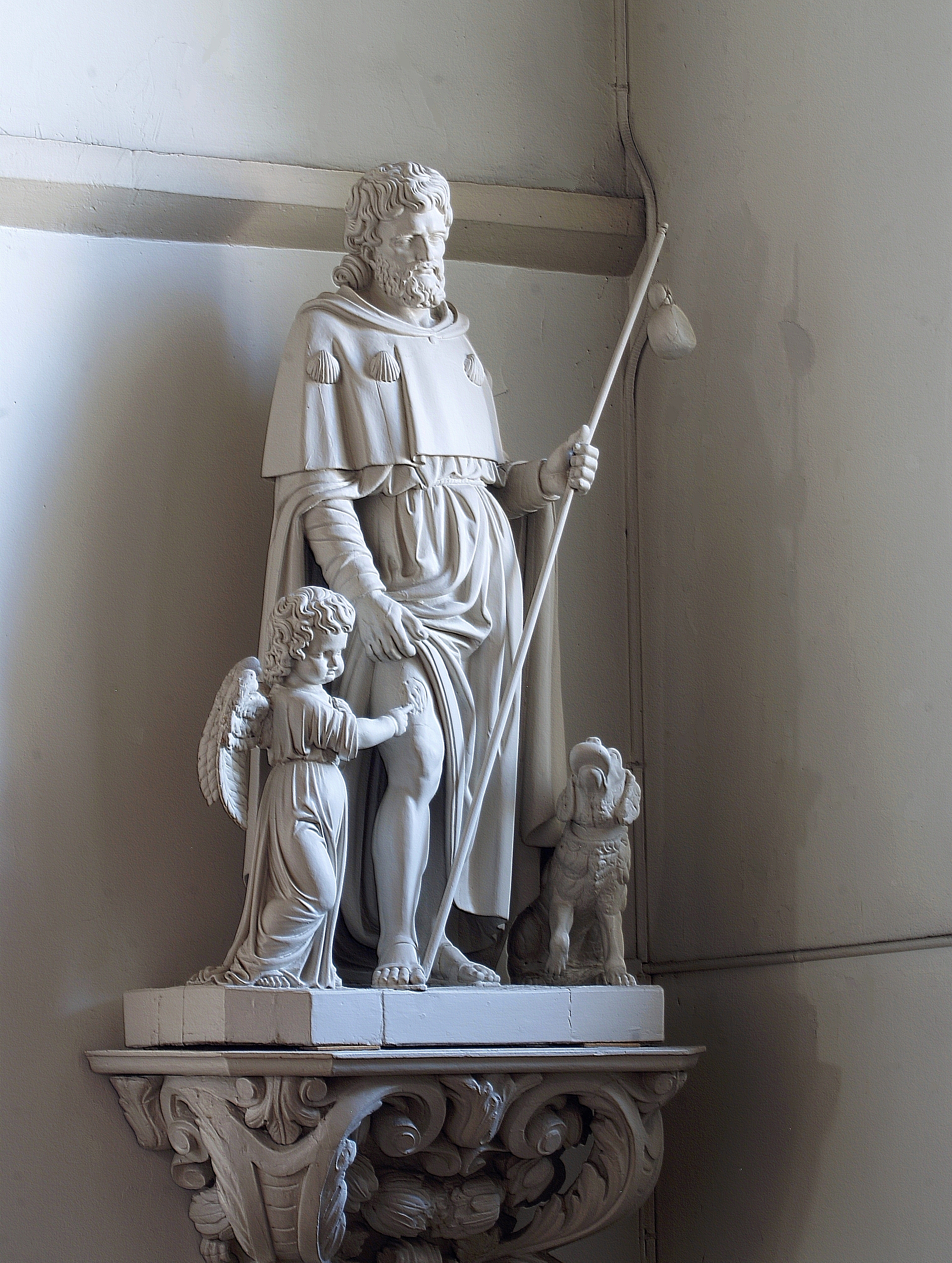
Beeld van Sint-Rochus
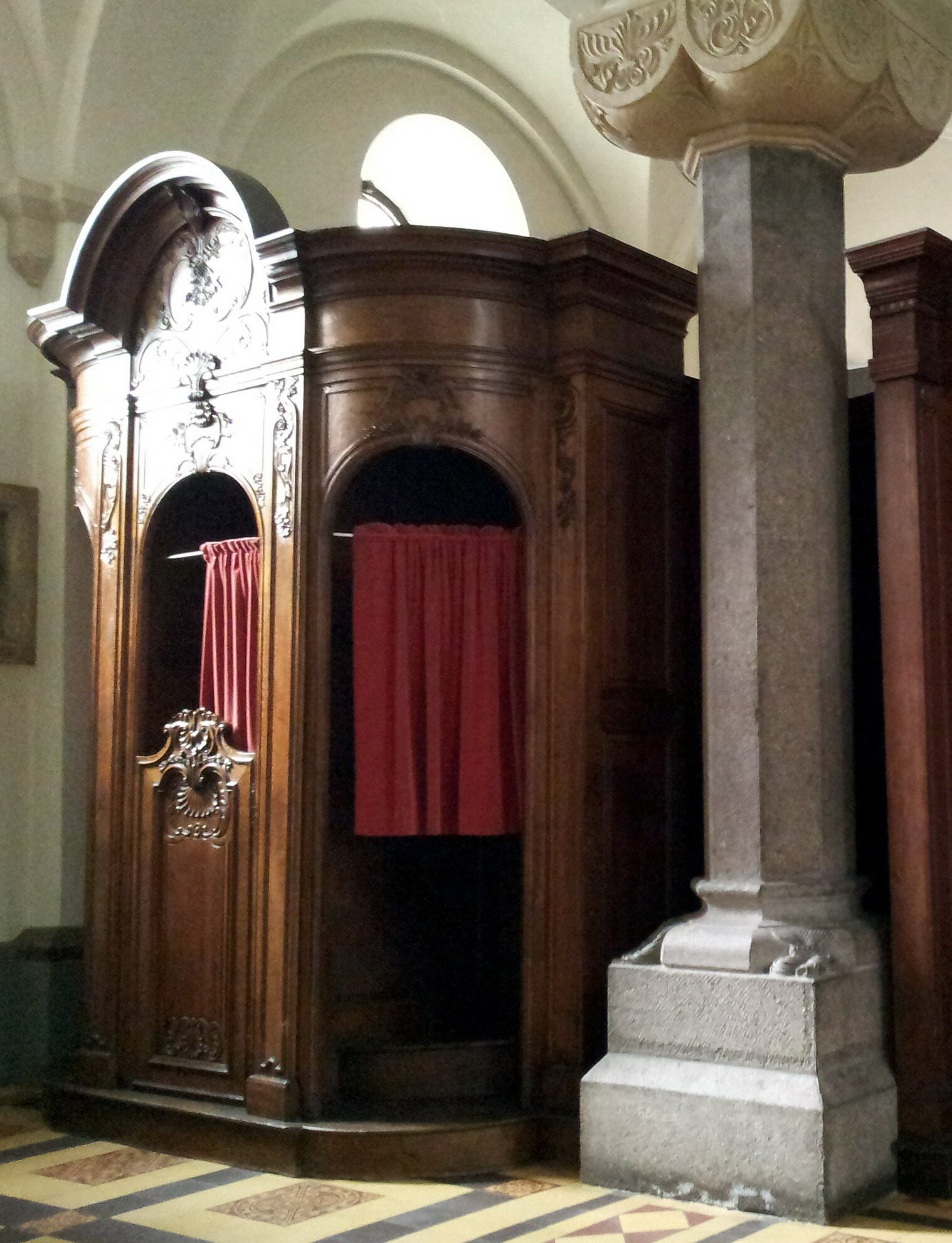
Barokke biechtstoel

### Bidstoel van de heilige Lutgardis
Na de sluiting van de abdij van Colen (Mariënlof in Kerniel in 2020 kregen de bidstoel van de heilige Lutgardis van Tongeren (en het Schrijn van de H. Odilia) een plaats in de kerk van Borgloon. Volgens een eeuwenoude traditie kunnen vrouwen met een onvervulde kinderwens op de stoel van de heilige Lutgardis  plaatsnemen in de hoop zwanger te raken. Lutgardis wordt eveneens aanroepen om een voorspoedige bevalling te bekomen. Ze is patroonheilige van de zwangere vrouwen.
De bidstoel van de heilige Lutgardis van Tongeren, gemaakt rond 1200, was oorspronkelijk een deel van het koorgestoelte in het Sint-Katharinaklooster te Sint-Truiden. Na haar intrede verbleef Lutgard van Tongeren (1182-1246) er twaalf jaar als benedictes. In 1231 vertrokken de zusters uit het Katharinaklooster naar de abdij van Nonnenmielen in Metseren (Sint-Truiden) en namen de stoel mee. Tijdens de Franse Revolutie werd in 1797 het klooster opgeheven en in 1836 verhuisde de stoel naar de cisterciënzerinnen van de abdij Mariënlof in Kerniel (Borgloon), die in 2020 gesloten werd. 
Deze stoel is het oudste zitmeubel in België en in 2021 als beschermd topstuk toegevoegd aan de Vlaamse erfgoedlijst.